# Claudio Vecchi
Claudio Vecchi (Ferrara, 13 dicembre 1929 – 1º novembre 2001) è stato un politico italiano.
Ebbe vari incarichi dirigenziali all'interno del Partito Comunista Italiano di Ferrara e nelle associazioni sindacali e di categoria, quale segretario della Federbraccianti, della Camera del lavoro e segretario regionale della Cgil.
Fu sindaco di Ferrara dal 1980 al 1983 e senatore dal 1983 al 1992.